# Fotheringay 2
Fotheringay 2 è il secondo album dei Fotheringay, pubblicato postumo nel 2008 a quasi quarant'anni di distanza dalla sua registrazione.

## Storia
Dopo la pubblicazione dell'album di esordio del gruppo ed alcune date dal vivo, la cantante Sandy Denny decise di non proseguire ulteriormente con il progetto e sciolse la formazione proprio durante le sessions di registrazione del secondo album.
Le idee e gli spunti che si trovavano in corso di lavorazione quando il gruppo venne sciolto presero strade diverse; solamente in piccola parte confluirono nel primo album da solista di Sandy Denny del 1971, The North Star Grassman And The Ravens, e nel disco dei riformati Fairport Convention (Lucas, Conway e Donahue erano nella nuova formazione), Rosie, del 1972, mentre il più rimase negli archivi.
Il materiale fino ad allora inciso, invece, rimase completamente inedito: in virtù di questo, nel 2007, la Universal (gruppo cui fa capo la discografica Island Records) ha incaricato il chitarrista Jerry Donahue di ricercare i nastri originali di lavorazione del secondo album dei Fotheringay, in prospettiva di una pubblicazione dello stesso entro la fine del 2008.
Dopo una fase di ricerca dei master tapes e lavorazione piuttosto articolata, nonostante il rammarico di Donahue per aver dovuto lasciare fuori alcuni brani a causa del poco tempo concesso dalla Universal per il recupero dei nastri, il disco è stato dato alle stampe il 30 settembre 2008.

## Tracce
1. John The Gun – 5:06
2. Eppie Moray – 4:44
3. Wild Mountain Thyme – 3:50
4. Knights of the Road – 4:10
5. Late November – 4:39
6. Restless – 2:48
7. Gipsy Davey – 3:41
8. I Don't Believe You – 4:45
9. Silver Threads and Golden Needles – 4:30
10. Bold Jack Donahue – 7:38
11. Two Weeks Last Summer – 3:51